# Bugatti Tipo 251
La Bugatti Tipo 251, chiamata anche Bugatti Type 251 o Bugatti T251, è una monoposto utilizzata nelle gare di Formula 1 costruita dalla scuderia francese Bugatti per partecipare al Campionato mondiale di Formula 1 1956.

## Profilo e storia

### Caratteristiche

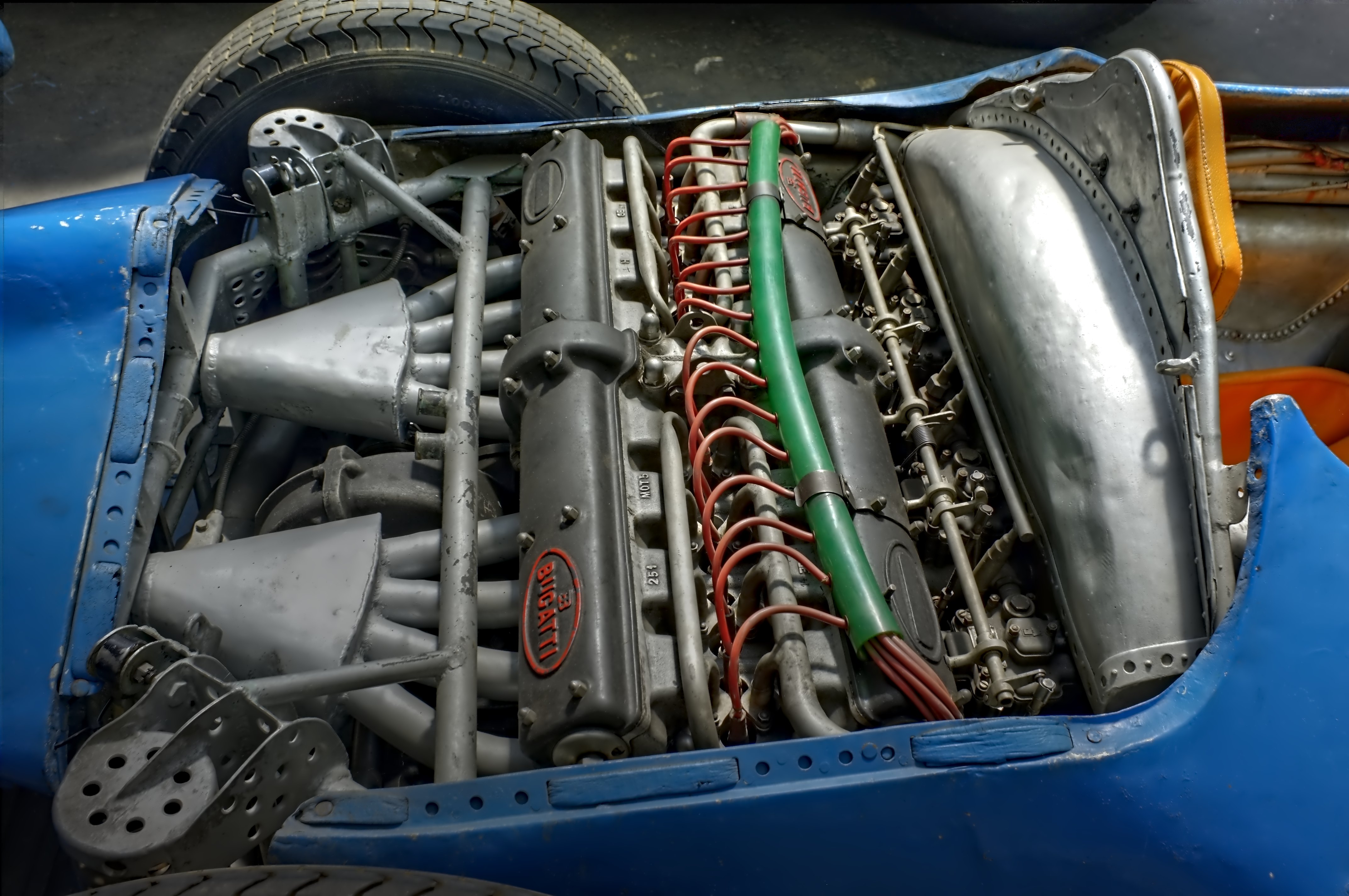
Il motore Bugatti 251

La vettura fu sviluppata per volere di Roland Bugatti da Gioacchino Colombo, già autore di capolavori dell'automobilismo sportivo come l'Alfa Romeo 158 (vincitrice del primo Mondiale di Formula 1 della storia). Il motore, un otto cilindri in linea da 2431 cm³, era costituito da due blocchi quadricilindrici ed era dotato di due alberi a camme in testa, doppia accensione ed era montato in posizione centrale trasversale. Con una potenza di 250 CV (184 kW) (ma varie fonti dichiarano valori diversi compresi fra 230 e 275 CV), l'auto raggiungeva una velocità massima di 260 km/h grazie al suo peso a vuoto inferiore ai 7,5 quintali.

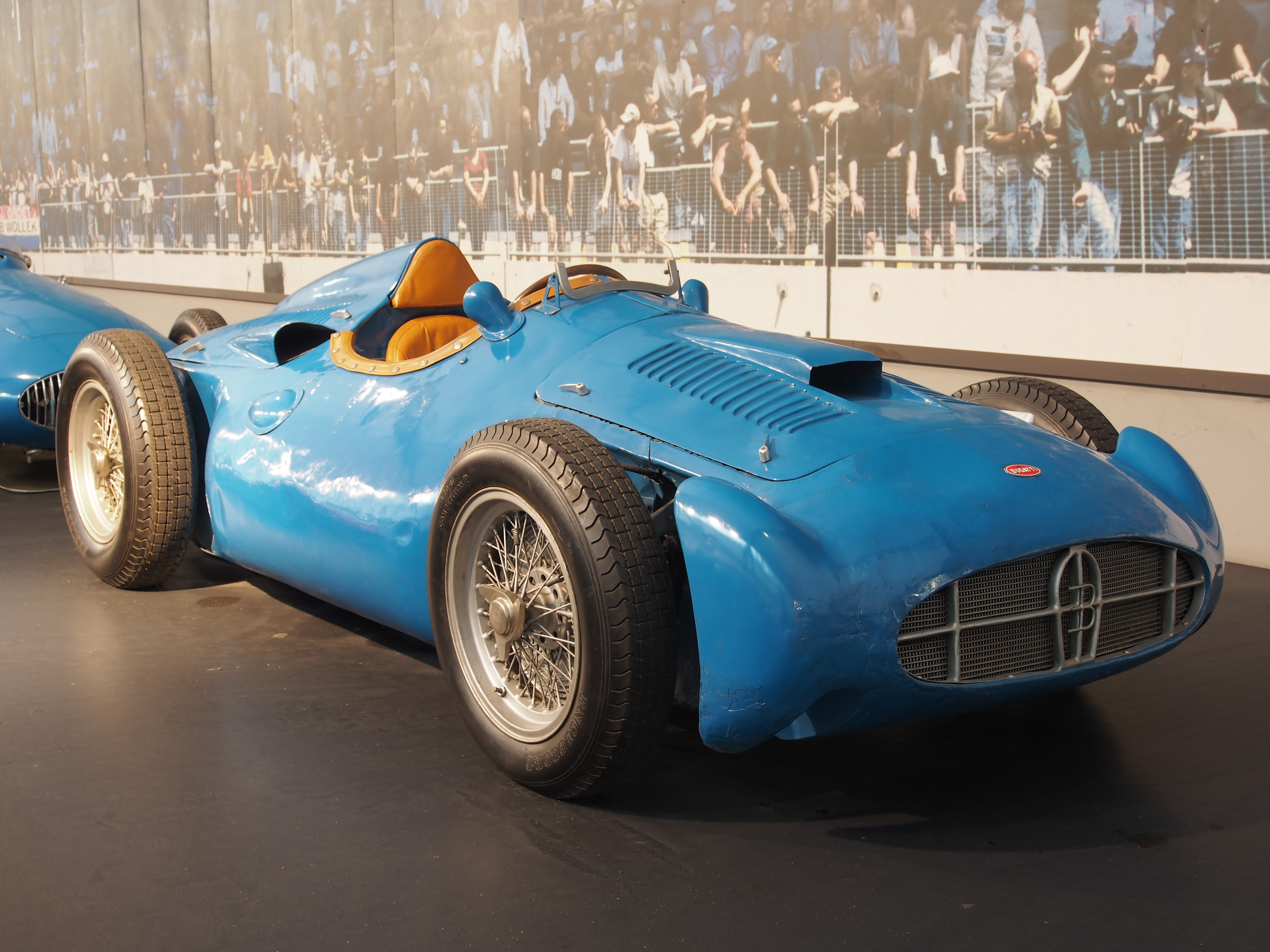
Tipo 251

Il telaio era di tipo tubolare, mentre il cambio a 5 marce era in blocco con il differenziale. Per quanto riguarda la meccanica telaistica, l'impianto frenante era costituito da freni a tamburo, mentre le sospensioni erano ad assale rigido. Tale soluzione adottata anche all'avantreno fu voluta dallo stesso Roland Bugatti nonostante Gioacchino Colombo non fosse d'accordo. Ciò avrebbe causato problemi di stabilità e un eccessivo nervosismo della vettura nelle curve veloci, anche se la distribuzione delle masse fra avantreno e retrotreno era piuttosto bilanciata, con i quattro serbatoi montati lateralmente, due per lato.

## Attività sportiva

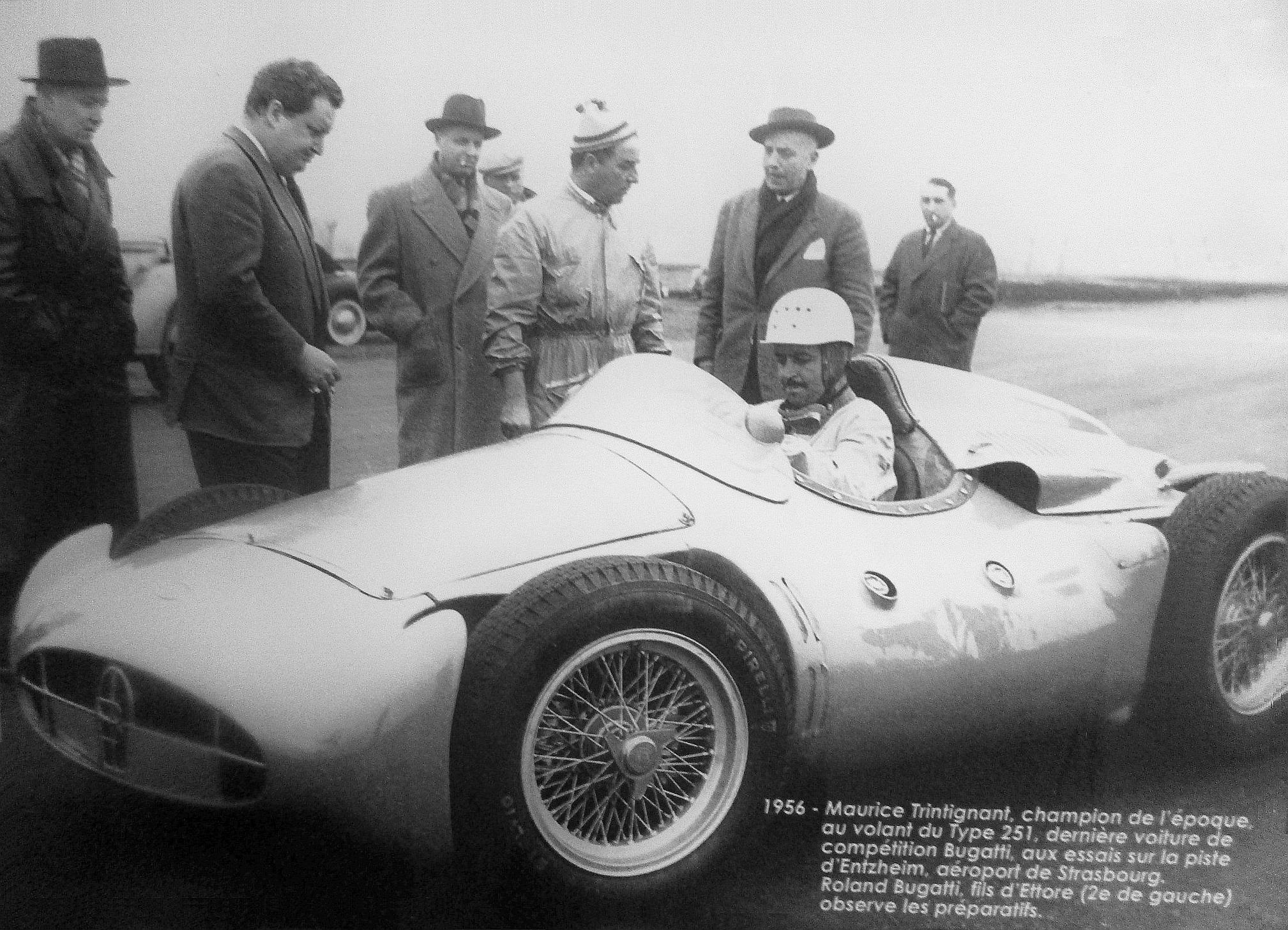
Maurice Trintignant sulla T251

Per i collaudi in pista vennero ingaggiati un campione come Maurice Trintignant e un veterano come Stefano Meazza, forte di 26 anni di esperienza a fianco di Enzo Ferrari, dapprima nell'omonima scuderia e in seguito a Maranello. Proprio Trintignant prese parte al Gran Premio di Francia il 18 giugno 1956 a Reims con la vettura avente numero di telaio 251-002, ma non riuscì a ottenere alcun successo: alle qualificazioni il pilota francese riuscì a classificarsi appena penultimo.
La vettura si dimostrò assai nervosa a causa del passo molto corto in rapporto alla larghezza. Inoltre anche l'avantreno ad assale rigido non rendeva l'auto particolarmente domabile in pista. L'avventura della Bugatti in Formula 1 durò pertanto solo un Gran Premio, durante il quale la vettura dove peraltro abbandonare a causa della rottura del comando dell'acceleratore.

## Risultati in Formula 1
| Anno | Team                | Motore                  | Gomme | Piloti      |  |  |  |  |     |  |  |  | Punti | Pos. |
| ---- | ------------------- | ----------------------- | ----- | ----------- |  |  |  |  | --- |  |  |  | ----- | ---- |
| 1956 | Automobiles Bugatti | Bugatti 251 I8 2500 cm³ | E     | Trintignant |  |  |  |  | Rit |  |  |  | 0     | —    |